# Đồng Đen
Đồng Đen (1939-1967) tên thật là Nguyễn Văn Kịp, quê xã Vĩnh Lộc, huyện Bình Chánh, Thành phố Hồ Chí Minh là một anh hùng lực lượng vũ trang của Quân Giải phóng miền Nam Việt Nam trong Chiến tranh Việt Nam.

## Cuộc đời Về anh hùng Đồng đen.
Ông gia nhập lực lượng của Quân Giải phóng miền Nam Việt Nam, với bí danh Đồng Đen. Từng được thăng lên tới cấp chỉ huy tiểu đoàn và lập được những chiến tích như trận tập kích Phi trường Tân Sơn Nhứt đêm 2 tháng 12 năm 1966, phá hủy 200 máy bay hiện đại, hàng chục xe quân sự, tiêu diệt và làm bị thương 400 sĩ quan và binh sĩ Mỹ, 250 sĩ quan và binh sĩ Việt Nam Cộng hòa, làm chấn động dư luận bấy giờ. Sau trận tập kích này, ông được Ủy ban Trung ương Mặt trận Dân tộc giải phóng miền Nam Việt Nam tặng thưởng Huân chương Chiến công hạng Ba.
Tháng 12 1965 ông tiếp tục tập kích đối phương ở Ngã tư Bảy Hiền, diệt 68 xe quân sự Mỹ.
Ông hi sinh ngày 26 tháng 9 năm 1967 lúc bị địch bao vây ở ấp Tân Hòa 2, xã Vĩnh Lộc, huyện Bình Chánh. Đồng Đen được Quân Giải phóng miền Nam Việt Nam tuyên dương và truy phong năm 1978.

## Hình tượng và vinh danh
Trong suôt quá trình chiến đấu, Đồng Đen chiến đấu 83 trận, diệt được 153 tên, phá hủy 25 máy bay, 15 xe quân sự của địch, được tặng thưởng 4 Huân chương Chiến công, 8 bằng Dũng sĩ diệt Mỹ, 3 năm là Chiến sĩ thi đua. Ngày 6 tháng 11 năm 1978, Nguyễn Văn Kịp được Nhà nước truy tặng danh hiệu Anh hùng Lực lượng Vũ trang Nhân dân.
Năm 1984, vở kịch Điểm hẹn vùng ven phát trên Đài truyền hình TP.HCM trong đó nghệ sĩ Khánh Hoàng đóng vai anh hùng Đồng Đen đã gây được ấn tượng nơi công chúng.
Ngày nay tại phường 14, Tân Bình, Thành phố Hồ Chí Minh có một con đường mang tên Đồng Đen để kỷ niệm tên tuổi của ông.
Có một trường THCS mang tên ông, lúc đầu là Trường THCS Nguyễn Văn Kịp sau đổi là THCS Đồng Đen nằm trên đường Quách Điêu, xã Vĩnh Lộc A. Hiện nay Hiệu Trưởng là Nguyễn Ngọc Phát.
Tại phường 15, Tân Bình, Thành phố Hồ Chí Minh có trường tiểu học Nguyễn Văn Kịp, tọa lạc tại số 45/33 Trần Thái Tông, Phường 15, quận Tân Bình. Trường xây dựng mới, khánh thành vào ngày 5/9/2005, ngày khai giảng năm học đầu tiên với công năng giảng dạy học sinh tiểu học